# Łukawiec (Natura 2000)
Łukawiec (PLH180024) – projektowany specjalny obszar ochrony siedlisk, aktualnie obszar mający znaczenie dla Wspólnoty, położony na Płaskowyżu Tarnogrodzkim, na terenie gmin Wielkie Oczy, Lubaczów i Laszki. Zajmuje powierzchnię 2270,18 ha i składa się z dwóch oddzielnych części położonych na południe i północ od wsi Łukawiec.
Występuje tu siedem typów siedlisk z załącznika I dyrektywy siedliskowej:
- grąd Tilio-Carpinetum
- łęg jesionowo-wiązowy Ficario-Ulmetum
- łęgi
- kwaśne buczyny
- bory bagienne
- łąki trzęślicowe
- torfowiska przejściowe

W obszarze występuje siedem gatunków z załącznika II:
- ponikło kraińskie Eleocharis carniolica
- przeplatka aurinia Euphydryas aurinia
- czerwończyk nieparek Lycaena dispar
- modraszek nausitous Phengaris nausithous
- modraszek telejus Phengaris teleius
- kumak nizinny Bombina bombina
- traszka grzebieniasta Triturus cristatus

Na terenie obszaru znajduje się rezerwat przyrody Moczary.